# Últim comunicat de la Guerra Civil espanyola
L'últim comunicat de la Guerra Civil espanyola signat per Francisco Franco, publicat l'1 d'abril de 1939, dia final de la guerra, és un breu text molt popular a Espanya, que resa el següent:
| «                                               | En el dia d'avui, captiu i desarmat l'Exèrcit Roig, han aconseguit les tropes nacionals els seus últims objectius militars. La guerra ha acabat. | » |
| — El Generalíssim Franco. Burgos 1r abril 1939. | |   |

## Lectura radiofònica
Va ser l'únic comunicat signat per Franco, que va revisar minuciosament la seva redacció, que hi va fer diverses correccions. El text definitiu va ser portat ràpidament des del burgalès Palacio de la Isla, seu del govern franquista durant la guerra, fins al que va ésser estudi de Ràdio Nacional, situat ben a prop, al Passeig de l'Espolón. Va ser llegit a les 22:30 per l'actor i locutor Fernando Fernández de Córdoba, amb entonació i èmfasis pròpies de la radiofonia d'aquells anys.

## Influència cultural
La ucronia titulada En el día de hoy, de Jesús Torbado (que va obtenir el Premi Planeta en 1976), pren el seu títol de les primeres paraules del comunicat. En aquesta ucronia es novel·la que podria haver passat si el govern de la Segona República hagués guanyat la Guerra Civil espanyola. La novel·la s'aprofita del conegut que és el comunicat, repetint-ho paraula per paraula, però canviant "exèrcit roig" per "exèrcit facciós" i "Nacionals" ("...tropes Nacionals...) per "Republicanes".

## Context històric del comunicat

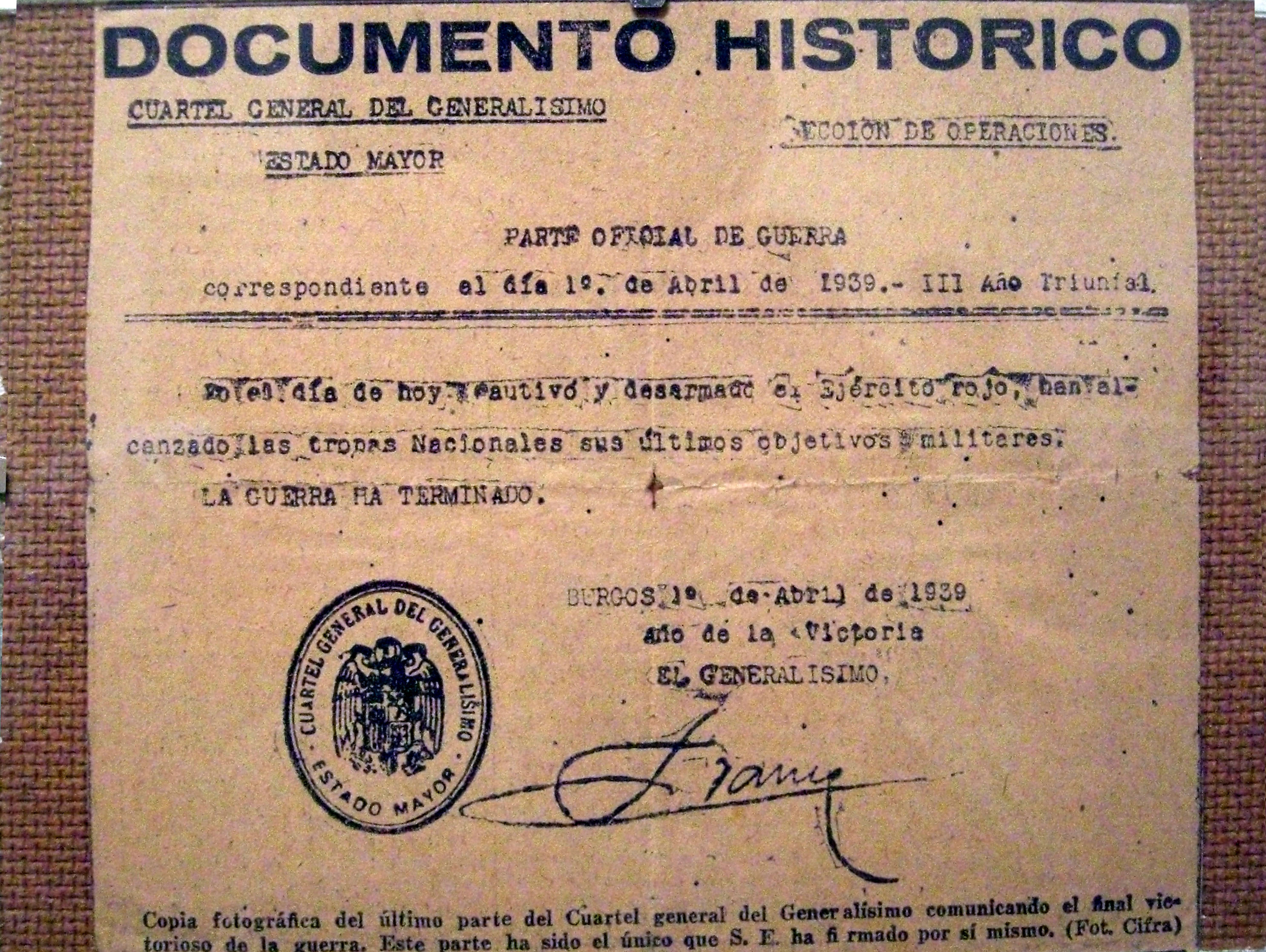
Reproducció facsímil de l'últim part oficial de guerra signat pel General Francisco Franco.

- "Comunicat". El Comunicat de guerra, emès radiofònicament durant la Guerra Civil, va ser substituït per un informatiu més convencional, encara que va mantenir durant els anys de dictadura el mateix nom. Durant el franquisme totes les ràdios privades tenien l'obligació de connectar amb la ràdio pública espanyola a l'hora de l'informatiu o, com se'l va designar, "parte" (en castellà original). Per aquest motiu les persones que van viure el franquisme encara avui segueixin dient "el parte" a qualsevol tipus d'informatiu, tant radiofònic com televisat.
- La caserna general del generalíssim estava llavors al Palau de la Isla, a Burgos, que era la capital provisional del bàndol franquista durant la guerra.
- III any triomfal era una manera protocol·lària d'anomenar l'any 1939. El bàndol franquista va anomenar 1937 I any triomfal i 1938 II any triomfal. 1939 va ser també anomenat per aquest bàndol com Any de la Victòria. Aquest costum d'assignar eslògans propagandístics als anys pot estar copiada de la Itàlia de Mussolini, que numerava els anys en nombres romans explicant a partir de 1922 (any de la Marxa sobre Roma).
- El primer d'abril va passar a ser celebrat com a Dia de la victòria durant tot el franquisme.
- Noti's que el comunicat parla de les tropes nacionals han aconseguit els seus últims objectius «militars». Franco subratllava així la importància política que per a ell tenia l'exèrcit.
- Malgrat ser considerat com el final de la Guerra Civil espanyola, encara va haver-hi combats fins a finals del mes d'abril de 1939 a zones recòndites d'Espanya a les quals les tropes de Franco encara no havien arribat. Fins i tot va haver-hi conats de guerrilles a la rodalia de Madrid durant els anys de postguerra.